# Држава Пуебла
Пуебла (шп. Estado de Puebla), држава је Мексика. Налази се источно од вулкана близанаца Попокатепетл и Истаксиватл. Има површину од 33.902 km² и око 5,4 милиона становника. 
Граничи се са државама Гереро и Оахака на југу, Веракруз на истоку и северу, са државом Мексико на истоку, и на западу са Идалгом, Тласкалом, Мексиком и државом Морелос. 
Главни град државе је град Пуебла. У граду Чолула налази се, по запремини, највећа пирамида на свету. Висока је 60 метара, а основа јој се простире на 16 хектара. Када су Шпанци стигли у Мексико, ова пирамида је већ била обрасла растињем и подсећала је на обично брдо. 

## Становништво
| 1990.     | 1995.     | 2000.     | 2005.     | 2010.     |
| --------- | --------- | --------- | --------- | --------- |
| 4.126.101 | 4.624.365 | 5.076.686 | 5.383.133 | 5 779 829 |